# Arabayona de Mógica
Arabayona de Mógica település Spanyolországban, Salamanca tartományban. Arabayona de Mógica El Pedroso de la Armuña, Cantalpino, Villoruela, Babilafuente és Pitiegua községekkel határos. Lakosainak száma 325 fő (2024).

## Népesség
A település népessége az elmúlt években az alábbi módon változott:
| Lakosok száma | 502  | 481  | 465  | 451  | 433  | 408  | 380  | 357  | 338  | 325  |
|               | 2001 | 2004 | 2007 | 2009 | 2012 | 2014 | 2017 | 2019 | 2022 | 2024 |